# Centro Bíblico Mundial
Centro Bíblico Mundial (en hebreo: בית התנ"ך העולמי) es un ambicioso proyecto para establecer un centro mundial de estudio de la Biblia de Jerusalén, el proyecto no se había establecido hasta la fecha del estado se estableció en Israel Sociedad para la Investigación Bíblica con lo establecido.. Jewish World Bible Society. en la década de 1960 se utilizan para la idea de establecer un centro internacional de Jerusalén en el área que se conoce como el cerro biblia junto al monte de Sión, Abu barrio de Tor y la futura sede del centro Mundial de Cábala en el paseo marítimo en el sur de Jerusalemn con vistas a las murallas de la ciudad. para ello se creó un comité por la Biblia dirigido por el arqueólogo profesor Haim Gevaryahu con el fin de buscar un área en Jerusalén. el primer plan se presentó la idea en una reunión de dirección de la empresa en la bíblica de Israel en Tel Aviv en cada 12 de marzo de 1966 después de que el ministro de Hacienda, Pinchas Sapir, se comprometió a asignar tierras para construir el proyecto. David Ben-Gurion, a continuación, la Sociedad Israelí para el presidente de Investigación Bíblica, pidió el establecimiento de la Casa de la Biblia. a pesar de una ceremonia de primera piedra fue realizada en 1971, el edificio nunca se construyó y la zona conocida como la colina de la Biblia permaneció vacío hasta el día y esperó a que el establecimiento del proyecto de un día. En 2010, la idea de que el proyecto de establecer un centro global de la Biblia se ha renovado en la Knéset iniciada por el ministro de Industria y Comercio, Binyamin Ben-Eliezer, y el ministro de Comunicaciones de Israel, Moshe Kahlon. Mundo de la Biblia proyecto está impulsado por la idea de la escritura de la Biblia por los representantes de todo el mundo. Se incluye la letra de la Biblia en cuatro horas por año a siete estudiantes en la Navidad. El Mundo de la Biblia proyecto incluye también la comunidad internacional Concurso sobre la Biblia para los adultos judíos, que sale cada año en Janucá en el Teatro de Jerusalén.

## Atamientos eksternos
- Centro Bíblico Mundial

- Datos: Q2920391